# Poul J. Jelgren
Poul John Jelgren (10. februar 1912 i København – 16. oktober 1981) var en dansk telegrafist, elektromekaniker og modstandsmand.

## Baggrund og uddannelse
Han blev født ind i en borgerlig familie i København og var fra sit tolvte år spejder. Fra februar 1928 deltog Jelgren aktivt i den danske radioamatørbevægelse, i hvis forening han blev bestyrelsesmedlem og sekretær. Under et besøg i Island 1932-33 hørte Jelgren for første gang om Hitler og blev opmærksom på, at Hitler havde forbudt spejderbevægelsen i Tyskland, fordi den stræbte efter broderskab på tværs af landegrænser. Han fandt ud af, at man for at være radioamatør i Tyskland skulle være medlem af nazipartiet, og efterhånden opdagede han, at nogle af hans forbindelser i Tyskland og Tjekkiet forsvandt fra æteren.
I 1934 aftjente han værnepligt ved Ingeniørregimentet og afsluttede sin tjeneste som underkorporal, fordi han var fagmand og havde taget radiotelegrafistcertifikatet af første grad umiddelbart før sin indkaldelse (næsten alle med dette certifikat var ellers i Søværnet). Fra 1936 til 1938 deltog Jelgren i radioluftmeldetjenesten, som samarbejdede med Marinen (kaptajnløjtnant H.P.E. Tøyberg-Frandzen). Denne tjeneste blev opløst uden en forklaring fra militærets side.

## Modstandsarbejde
Ved Danmarks besættelse 9. april 1940 var Jelgren ansat hos radiofabrikken Neutrofon, hvor han virkede som prøvemester og tegnestueleder. Denne stilling havde han, indtil han gik under jorden i juli-august 1944.
Neutrofon blev pålagt forskellige opgaver af værnemagten, men det forhindrede ikke, at Jelgren stjal udstyr fra sin arbejdsplads og overgav det til modstandsbevægelsen. I det lange løb var fabrikkens opgaver for tyskerne dog et problem, og i forsommeren 1944 blev den saboteret.
Via civilingeniør Steen Hasselbalch fra telegraflaboratoriet på Polyteknisk Læreanstalt kom Poul J. Jelgren ind i egentligt modstandsarbejde. Første opgave blev at afprøve telefonsendere, hvilket skete hos arkitekt Vagn Laage i en villa på Birkebakken 25 i Holte. Hasselbalch bad Jelgren om at organisere en gruppe illegale telegrafister, hvilket han påtog sig, og Jelgren fik derpå både instruktioner og komponenter fra L.A. Duus Hansen.

### I Aarhus
Jelgren blev nu sendt til Aarhus. På Hasselbalchs bopæl i Hellerup fik han udleveret en sender og modtager, som blev sendt som rejsegods til Aarhus sammen med Duus Hansens krystaller. Han fik orlov fra sin ansættelse hos Neutrofon baseret på en falsk lægeattest, som forklarede, at Jelgren havde tuberkulose og var på sanatorium. Modstandsbevægelsen udbetalte hver måned en "løn" på 700 kr.
Vel ankommet kom han på et tidspunkt i kontakt med oberstløjtnant Vagn Bennike (dæknavn "Onkel"), som havde den hovedpine, at modstandsbevægelsens netværk af radiotelegrafister var blevet afsløret på grund af en arrestation i Randers. Bennike pålagde Jelgren at opbygge et nyt netværk fra grunden. Første kontakt i dette projekt blev arkitekt Johan Wohlert (dæknavn "Stregen") i Horsens, som også havde været spejder. Jelgren fik organiseret en gruppe på 10-12 mand og 15-20 forskellige sendesteder. Arbejdet med at sende og modtage telegrammer til England voksede og voksede, og Bennike gav derfor Jelgren sin egen kurér, Cecilie Borgschmidt-Hansen (dæknavn "Hanne"), som var datter af inspektøren ved Horsens Statsfængsel. Ud over at blive aflastet fik Jelgren nu også mulighed fra at anvendte fængslet som sendested. Som reservetelegrafist havde han ingeniør Jens Holbak (dæknavn "Jonas"). Da Bennike i april 1944 (fra sommeren 1944 alene) blev leder af modstandsbevægelsen i Jylland, blev Jelgren en del af hans stab ved Jydsk-Fynske Kommando. Hans egne dæknavne var "Samuel/Sam", "Poul Hartvig" og "Knud Knudsen".
I 1944 blev modstandsarbejdet udfordret af flere og flere tyske pejlevogne, som blev sendt til Jylland på grund af invasionsfare. Bombningen af Gestapo på Aarhus Universitet den 31. oktober 1944 var en hjælp, da den også udslettede nogle tyske pejlevogne. Jelgrens helbred led under stress, hans hus blev schalburgteret, og han skiftede mellem at tage sovemedicin og ferietabletter.
Efter krigen besøgte Jelgren de såkaldte Home Stations i England, som han havde "talt med" under krigen. Han modtog King's Medal for Courage in the Cause of Freedom i sølv fra Storbritannien. I sit civile liv var han ansat i Det Danske Luftfartsselskab.
I 1957 nedskrev han sine erindringer og holdt i 1964 et foredrag på Frihedsmuseet, som findes optaget på bånd. Hans efterladte papirer findes i Rigsarkivet.